# Ülenurme
Ülenurme är en småköping som utgör centralort i Kambja kommun i landskapet Tartumaa i sydöstra Estland. Orten ligger cirka 170 kilometer sydöst om huvudstaden Tallinn, på en höjd av 52 meter över havet och antalet invånare 2013 var 1 047. Den ligger vid sjön Aardla järv.
Tidigare har orten utgjort centralort i dåvarande Ülenurme kommun.

## Geografi
Terrängen runt Ülenurme är platt. Runt Ülenurme är det glesbefolkat, med 12 invånare per kvadratkilometer. Närmaste större samhälle är staden Tartu, 7,2 kilometer norr om orten. Omgivningarna runt Ülenurme är en mosaik av jordbruksmark och naturlig växtlighet.

### Klimat
Årsmedeltemperaturen i trakten är 2 °C. Den varmaste månaden är juli, då medeltemperaturen är 18 °C, och den kallaste är februari, med −12 °C.